# Save the Best for Last
"Save the Best for Last" là một bài hát của nghệ sĩ thu âm người Mỹ Vanessa Williams nằm trong album phòng thu thứ hai của cô, The Comfort Zone (1991). Nó được phát hành như là đĩa đơn thứ ba trích từ album vào ngày 14 tháng 1 năm 1992 bởi Wing Records và Mercury Records. Bài hát được viết lời bởi Phil Galdston, Wendy Waldman và Jon Lind, và được sản xuất bởi Keith Thomas, người đã tham gia sản xuất trong nhiều bài hát từ The Comfort Zone. Đây là một bản ballad kết hợp với những yếu tố của pop, R&B, adult contemporary và soul, mang nội dung về sự ngưỡng mộ của một người phụ nữ trẻ đối với một người đàn ông độc thân, người đã đồng hành và theo dõi những đối tượng hẹn hò của cô, trước khi anh bất ngờ bày tỏ quyết định muốn bắt đầu mối quan hệ tình cảm với cô. Ngoài ra, nó cũng là một trong những bài hát cuối cùng được lựa chọn cho album.
Sau khi phát hành, "Save the Best for Last" nhận được những phản ứng tích cực từ các nhà phê bình âm nhạc, và nhận được ba đề cử giải Grammy cho Thu âm của năm, Bài hát của năm và Trình diễn giọng pop nữ xuất sắc nhất tại lễ trao giải thường niên lần thứ 35. Bài hát cũng gặt hái những thành công vượt trội ở những thị trường lớn trên toàn cầu, đứng đầu các bảng xếp hạng ở Úc và Canada, và lọt vào top 10 ở nhiều quốc gia khác như Bỉ, Ireland, Hà Lan, Thụy Sĩ và Vương quốc Anh. Tại Hoa Kỳ, nó đứng đầu bảng xếp hạng Billboard Hot 100 trong năm tuần liên tiếp, trở thành đĩa đơn đầu tiên và duy nhất của Williams đạt được thành tích này.
Video ca nhạc cho "Save the Best for Last" được đạo diễn bởi Ralph Ziman, trong đó xen kẽ là những hình ảnh Williams hát trong một căn nhà vào dịp Giáng Sinh và một dàn nhạc giao hưởng đang thực hiện bài hát, với hình ảnh nữ ca sĩ đang trình diễn nó trên một màn hình lớn. Nó đã nhận được một đề cử Giải Video âm nhạc của MTV cho Video xuất sắc nhất của nữ ca sĩ vào năm 1992. Một video ca nhạc khác cho nó cũng được phát hành vào mùa Giáng sinh năm 1993, và được đạo diễn bởi Kevin Bray, trong đó hầu hết là những cảnh của dàn nhạc giao hưởng và hình ảnh của Williams trên màn hình lớn.
Để quảng bá bài hát, Williams đã trình diễn "Save the Best for Last" trên nhiều chương trình và lễ trao giải lớn, bao gồm Soul Train, Top of the Pops và giải Grammy lần thứ 35. Bài hát cũng xuất hiện trong tất cả những album tổng hợp của cô, như Greatest Hits: The First Ten Years (1998), 20th Century Masters - The Millennium Collection: The Best of Vanessa Williams (2003) và Love Songs (2004). Đây được xem là bài hát trứ danh trong sự nghiệp của cô, và được hát lại bởi nhiều nghệ sĩ khác nhau. Ngoài ra, tiêu đề và nội dung lời bài hát của nó cũng được cho là phản ánh câu chuyện của Williams, người đã tạo dựng một sự nghiệp âm nhạc thành công và vực dậy lại sự nghiệp sau scandal trả lại vương miện Miss America trước đây.

## Danh sách bài hát
| Đĩa 7" tại Hoa Kỳ - A. "Save the Best for Last" – 3:39 - B. "Freedom Dance (Get Free)" (bản LP) – 4:13 Đĩa CD maxi tại Hoa Kỳ 1. "Save the Best for Last" – 3:39 2. "Freedom Dance (Get Free)" (bản LP) – 4:13 3. "Freedom Dance (Get Free!)" (Free Your Body Club Mix) - 6:59 4. "Freedom Dance (Get Free!)" (Vanessa's Sweat Mix) - 5:21 5. "The Right Stuff" (UK Mix) - 6:18 | Đĩa 7" tại châu Âu và Anh quốc - A. "Save the Best for Last" – 3:39 - B. "2 of a Kind" – 5:15 Đĩa CD tại châu Âu và Anh quốc 1. "Save the Best for Last" – 3:39 2. "2 of a Kind" – 5:15 3. "Dreamin'" - 5:25 |

## Xếp hạng
| Bảng xếp hạng (1991-92)                  | Vị trí cao nhất |
| ---------------------------------------- | --------------- |
| Úc (ARIA)                                | 1               |
| Bỉ (Ultratop 50 Flanders)                | 7               |
| Canada (The Record)                      | 1               |
| Canada (RPM)                             | 1               |
| Canada Adult Contemporary (RPM)          | 1               |
| Châu Âu (Eurochart Hot 100 Singles)      | 6               |
| Đức (Official German Charts)             | 19              |
| Ireland (IRMA)                           | 2               |
| Hà Lan (Dutch Top 40)                    | 3               |
| Hà Lan (Single Top 100)                  | 4               |
| New Zealand (Recorded Music NZ)          | 15              |
| Thụy Điển (Sverigetopplistan)            | 26              |
| Thụy Sĩ (Schweizer Hitparade)            | 6               |
| Anh Quốc (OCC)                           | 3               |
| Hoa Kỳ Billboard Hot 100                 | 1               |
| Hoa Kỳ Adult Contemporary (Billboard)    | 1               |
| Hoa Kỳ Hot R&B/Hip-Hop Songs (Billboard) | 1               |

| Bảng xếp hạng (1992)                 | Vị trí |
| ------------------------------------ | ------ |
| Australia (ARIA)                     | 11     |
| Belgium (Ultratop 50 Flanders)       | 65     |
| Canada (RPM)                         | 26     |
| Canada Adult Contemporary (RPM)      | 12     |
| Europe (European Top 100 Singles)    | 69     |
| Germany (Official German Charts)     | 96     |
| Netherlands (Dutch Top 40)           | 30     |
| Netherlands (Single Top 100)         | 42     |
| Switzerland (Schweizer Hitparade)    | 36     |
| UK Singles (Official Charts Company) | 53     |
| US Billboard Hot 100                 | 4      |
| US Adult Contemporary (Billboard)    | 1      |
| US Hot R&B/Hip-Hop Songs (Billboard) | 21     |

| Bảng xếp hạng (1990–1999) | Xếp hạng |
| ------------------------- | -------- |
| US Billboard Hot 100      | 47       |

## Chứng nhận
| Quốc gia                                                                           | Chứng nhận | Số đơn vị/doanh số chứng nhận |
| ---------------------------------------------------------------------------------- | ---------- | ----------------------------- |
| Úc (ARIA)                                                                          | Bạch kim   | 70.000^                       |
| Hoa Kỳ (RIAA)                                                                      | Vàng       | 500,000^                      |
| * Chứng nhận dựa theo doanh số tiêu thụ. ^ Chứng nhận dựa theo doanh số nhập hàng. |            |                               |